# William Hawkins Polk
William Hawkins Polk (* 24. Mai 1815 im Maury County, Tennessee; † 16. Dezember 1862 in Nashville, Tennessee) war ein US-amerikanischer Politiker. Zwischen 1851 und 1853 vertrat er den Bundesstaat Tennessee im US-Repräsentantenhaus.

## Werdegang
William Polk war der um 20 Jahre jüngere Bruder von US-Präsident James K. Polk. Er besuchte die städtischen Schulen in Columbia und studierte danach bis 1833 an der University of North Carolina in Chapel Hill. Danach setzte er seine Ausbildung an der University of Tennessee in Knoxville fort. Nach einem Jurastudium und seiner im Jahr 1839 erfolgten Zulassung als Rechtsanwalt begann er in Columbia in seinem neuen Beruf zu arbeiten. Gleichzeitig schlug er eine politische Laufbahn ein.
Zwischen 1842 und 1845 saß Polk als Abgeordneter im Repräsentantenhaus von Tennessee. Von 1845 bis 1847 war er amerikanischer Gesandter im Königreich beider Sizilien. Danach diente er während der Endphase des Mexikanisch-Amerikanischen Krieges als Major in einer Dragonereinheit. Bei den Kongresswahlen des Jahres 1850 wurde Polk als unabhängiger Demokrat im sechsten Wahlbezirk von Tennessee in das US-Repräsentantenhaus in Washington, D.C. gewählt, wo er am 4. März 1851 die Nachfolge von James Houston Thomas antrat. Bis zum 3. März 1853 konnte er eine Legislaturperiode im Kongress absolvieren. Diese war bereits von den Spannungen im Vorfeld des Bürgerkrieges bestimmt. Hauptstreitpunkt war damals die Frage der Sklaverei.
Nach seinem Ausscheiden aus dem US-Repräsentantenhaus arbeitete William Polk wieder als Anwalt. Er starb am 16. Dezember 1862 in Nashville und wurde in Columbia beigesetzt.